# 西恩·內勒
西恩·D·內勒（英語：Sean D. Naylor，1966年—）是一名加拿大記者，現為雅虎新聞的國家安全記者。他曾為《外交政策》撰寫有關情報和反恐問題的報導，並在《陸軍時報》工作超過二十年，期間曾作為嵌入式記者，隨軍報導索馬利亞、海地、巴爾幹半島、阿富汗及伊拉克的軍事行動。
內勒亦為《紐約時報》和《新聞週刊》撰稿，並著有《不是個好死的日子：蟒蛇行動不為人知的故事》和《無情的打擊：聯合特種作戰司令部的秘密歷史》兩本書。

## 早年生活
內勒於1966年出生於加拿大艾伯塔省卡爾加里，父母為英國人，父親為地質學家，母親為記者。1990年，他獲得波士頓大學國際關係碩士學位。從18個月大至9歲期間，他居住在英國薩裡，隨後搬至愛爾蘭都柏林。16歲時，他開始擔任音樂記者。

## 職業生涯
內勒在獲得波士頓大學的新聞學獎學金後，加入了《陸軍時報》。他主要負責報導美國陸軍的訓練、戰備以及軍隊高階領導層的相關事務，並曾在巴基斯坦、索馬利亞和海地進行軍事報導。
1995年，內勒與他人合著了他的第一本書《戰車衝突：偉大的戰車大戰》。2002年1月，他隨著第101空降師及其 Rakkasan 特遣部隊進入阿富汗，與數十名記者一同報導戰爭。在阿富汗的近四個月期間，他參與了對「蟒蛇行動」的報導，並在行動初期於夏伊科特山谷逗留了幾天。行動結束後，他與第10山地師部隊重返該地區。
內勒是獲准在「蟒蛇行動」期間隨軍作戰的八名記者之一。隨後的三年裡，他採訪了近200名行動參與者，並獲得了描述先遣部隊在行動中作用的機密文件。基於這些資料，他撰寫了第二本書《不是一個好死的日子：蟒蛇行動不為人知的故事》，該書於2005年由聖馬丁出版社出版。

## 出版物
- Donnelly, Thomas, Sean Naylor, and Walter J. Boyne. Clash of Chariots: The Great Tank Battles. New York: Berkley Books, 1996. ISBN 042515307X. OCLC 34515692.
- Naylor, Sean. Not a Good Day to Die: The Untold Story of Operation Anaconda. New York: Berkley Books, 2005. ISBN 0425196097. OCLC 56592513.

## 外部連結
- Naylor discusses Not a Good Day to Die （页面存档备份，存于） at the Pritzker Military Museum & Library
- Naylor moderates a panel discussion with Six Colby Award Winners （页面存档备份，存于） at the Pritzker Military Museum & Library
- Naylor participates in a panel discussion, Facing the Future:Writing on War in the 21st Century （页面存档备份，存于） at the Pritzker Military Museum & Library
- 官方网站
- "Not a Good Day to Die" and Operation Anaconda information
- C-SPAN內的頁面（英文）